# Recopa de Europa 1993-94
La Recopa de Europa 1993-94 fue la trigésima cuarta edición de la Recopa de Europa, en la cual participaron los campeones nacionales de copa en la temporada anterior. En esta edición se amplió el número de participantes hasta 43 clubes, pertenecientes a 42 federaciones nacionales diferentes debido a la disolución de la Unión Soviética y la disolución de Checoslovaquia.
La final, disputada a partido único, enfrentó al Parma, vigente campeón, con el Arsenal FC en el Parken Stadion, en Coppenhague, donde ganó el conjunto londinense por 1-0.

## Participantes
Lituania, Letonia, Estonia, Bielorrusia y Croacia participan por primera vez, mientras que Checoslovaquia se dividió en República Checa y Eslovaquia.
- Albpetrol Patos
- Tirol Innsbruck
- Neman Grodno
- Standard Liège
- CSKA Sofia
- Hajduk Split
- APOEL
- Boby Brno
- Odense BK
- Arsenal
- Nikol Tallinn
- HB Tórshavn
- MyPa
- PSG
- Bayer Leverkusen
- Panathinaikos
- Ferencváros
- Valur
- Maccabi Haifa
- Torino
- Parma
- RAF Jelgava
- Balzers
- Žalgiris Vilnius
- F91 Dudelange
- Sliema Wanderers
- Ajax
- Bangor
- Lillestrøm
- GKS Katowice
- Benfica
- Shelbourne
- Universitatea Craiova
- Torpedo Moscow
- Aberdeen
- Košice
- Publikum Celje
- Real Madrid
- Degerfors
- Lugano
- Beşiktaş
- Karpaty Lviv
- Cardiff City

## Ronda previa
| Equipo 1         | Agr. | Equipo 2         | Ida | Vuelta |
| ---------------- | ---- | ---------------- | --- | ------ |
| Karpaty Lviv     | 2–3  | Shelbourne       | 1–0 | 1–3    |
| RAF Jelgava      | 1–3  | HB               | 1–0 | 0–3    |
| Sliema Wanderers | 1–6  | Degerfors        | 1–3 | 0–3    |
| Bangor           | 2–3  | APOEL            | 1–1 | 1–2    |
| F91 Dudelange    | 1–7  | Maccabi Haifa    | 0–1 | 1–6    |
| Valur            | 4–1  | MyPa             | 3–1 | 1–0    |
| Balzers          | 3–1  | Albpetrol Patos  | 3–1 | 0–0    |
| Nikol Tallinn    | 1–8  | Lillestrøm       | 0–4 | 1–4    |
| Košice           | 3–1  | Žalgiris Vilnius | 2–1 | 1–0    |
| Lugano           | 6–2  | Neman Grodno     | 5–0 | 1–2    |
| Publikum Celje   | 0–1  | Odense BK        | 0–1 | 0–0    |

Ida
| 15-8-1993 | Balzers                         | 3–1     | Albpetrol Patos | Sportplatz Rheinau, Balzers                              |                                                          |
|           | Nushöhr 31' · M. Frick 53', 86' | Reporte | Poçi 37'        | Asistencia: 1,600 espectadores Árbitro(s): Roman Steindl | Asistencia: 1,600 espectadores Árbitro(s): Roman Steindl |

| 17-8-1993 | RAF Jelgava | 1–0     | HB | Daugava Stadium, Riga                                  |                                                        |
|           | Kozlov 79'  | Reporte |    | Asistencia: 500 espectadores Árbitro(s): Timo Keltanen | Asistencia: 500 espectadores Árbitro(s): Timo Keltanen |

| 17-8-1993 | F91 Dudelange | 0–1     | Maccabi Haifa | Stade Jos Nosbaum, Dudelange                             |                                                          |
|           |               | Reporte | Mizrahi 38'   | Asistencia: 1,363 espectadores Árbitro(s): Werner Müller | Asistencia: 1,363 espectadores Árbitro(s): Werner Müller |

| 18-8-1993 | Karpaty Lviv  | 1–0     | Shelbourne | Ukraina Stadium, Lviv                                        |                                                              |
|           | Yevtushok 84' | Reporte |            | Asistencia: 25,100 espectadores Árbitro(s): Andreas Georgiou | Asistencia: 25,100 espectadores Árbitro(s): Andreas Georgiou |

| 18-8-1993 | Publikum Celje | 0–1     | Odense BK      | Skalna Klet, Celje                                          |                                                             |
|           |                | Reporte | Nedergaard 83' | Asistencia: 3,311 espectadores Árbitro(s): Freddy Philippoz | Asistencia: 3,311 espectadores Árbitro(s): Freddy Philippoz |

| 18-8-1993 | Košice                    | 2–1     | Žalgiris Vilnius  | Všešportový areál, Košice                                   |                                                             |
|           | Daňko 22' · Pobegayev 36' | Reporte | Maciulevičius 83' | Asistencia: 6,000 espectadores Árbitro(s): Adrian Porumboiu | Asistencia: 6,000 espectadores Árbitro(s): Adrian Porumboiu |

| 18-8-1993 | Sliema Wanderers   | 1–3     | Degerfors                      | National Stadium, Ta' Qali                            |                                                       |
|           | Gregory 67' (pen.) | Reporte | Ottosson 7', 31' · Fröberg 52' | Asistencia: 1,438 espectadores Árbitro(s): Brian Hill | Asistencia: 1,438 espectadores Árbitro(s): Brian Hill |

| 18-8-1993 | Valur                           | 3–1     | MyPa         | Laugardalsvöllur, Reykjavík                         |                                                     |
|           | Gregory 53', 58' · Lárusson 63' | Reporte | Rajamäki 33' | Asistencia: 409 espectadores Árbitro(s): John Ferry | Asistencia: 409 espectadores Árbitro(s): John Ferry |

| 18-8-1993 | Nikol Tallinn | 0–4     | Lillestrøm                                                     | Kadriorg Stadium, Tallin                                     |                                                              |
|           |               | Reporte | Karlsson 6' · T. Gulbrandsen 10' · Schiller 39' · Bjarmann 44' | Asistencia: 992 espectadores Árbitro(s): Hans-Peter Dellwing | Asistencia: 992 espectadores Árbitro(s): Hans-Peter Dellwing |

| 18-8-1993 | Bangor     | 1–1     | APOEL        | Clandeboye Park, Bangor                                  |                                                          |
|           | McEvoy 24' | Reporte | Sotiriou 44' | Asistencia: 2,000 espectadores Árbitro(s): Roelof Luinge | Asistencia: 2,000 espectadores Árbitro(s): Roelof Luinge |

| 18-8-1993 | Lugano                                                     | 5–0     | Neman Grodno | Cornaredo Stadium, Lugano                              |                                                        |
|           | Andreoli 37', 83' · Subiat 59' · Fink 68' · Penzavalli 85' | Reporte |              | Asistencia: 6,000 espectadores Árbitro(s): Rémi Harrel | Asistencia: 6,000 espectadores Árbitro(s): Rémi Harrel |

Vuelta
| 31-8-1993 | Albpetrol Patos | 0–0 (Global 1-3) | Balzers | Qemal Stafa Stadium, Tirana                             |                                                         |
|           |                 | Reporte          |         | Asistencia: 1,250 espectadores Árbitro(s): Darko Jamšek | Asistencia: 1,250 espectadores Árbitro(s): Darko Jamšek |

| 1-9-1993 | HB | 3–0 (No disputado) (Global 3-1) | RAF Jelgava | Svangaskarð, Toftir                                 |                                                     |
| |    | Reporte                         |             | Asistencia: 0 espectadores Árbitro(s): Piotr Werner | Asistencia: 0 espectadores Árbitro(s): Piotr Werner |
| El Jelgava no se presentó después de que su vuelo fuera cancelado, por lo que se le dio el partido por perdido. |    |                                 |             |                                                     |                                                     |

| 1-9-1993 | Lillestrøm                                                    | 4–1 (Global 8-1) | Nikol Tallinn | Åråsen Stadion, Lillestrøm                                |                                                           |
|          | T. Gulbrandsen 35' · Bergdølmo 38' · Mjelde 40' · McManus 74' | Reporte          | Arendash 71'  | Asistencia: 1,120 espectadores Árbitro(s): Andrew Waddell | Asistencia: 1,120 espectadores Árbitro(s): Andrew Waddell |

| 1-9-1993 | Žalgiris Vilnius | 0–1 (Global 1-3) | Košice     | Žalgiris Stadium, Vilnius                                         |                                                                   |
|          |                  | [Report Reporte] | Ďurica 23' | Asistencia: 3,000 espectadores Árbitro(s): Svend Erik Christensen | Asistencia: 3,000 espectadores Árbitro(s): Svend Erik Christensen |

| 1-9-1993 | Maccabi Haifa                                                                  | 6–1 (Global 7-1) | F91 Dudelange | Kiryat Eliezer Stadium, Haifa                              |                                                            |
|          | Mizrahi 26', 50' (pen.) · Kandaurov 37' · Atar 55' · Holtzman 75' · Harazi 76' | Reporte          | Urhausen 90'  | Asistencia: 3,500 espectadores Árbitro(s): Loris Stafoggia | Asistencia: 3,500 espectadores Árbitro(s): Loris Stafoggia |

| 1-9-1993 | Neman Grodno                     | 2–1 (Global 2-6) | Lugano     | Dinamo Stadium, Minsk                                    |                                                          |
|          | Solodovnikov 60' · Mazurchik 69' | Reporte          | Subiat 29' | Asistencia: 2,000 espectadores Árbitro(s): Václav Krondl | Asistencia: 2,000 espectadores Árbitro(s): Václav Krondl |

| 1-9-1993 | APOEL                       | 2–1 (Global 3-2) | Bangor         | Makario Stadium, Nicosia                                      |                                                               |
|          | Mihajlović 15' · Pounas 69' | Reporte          | Glendinning 4' | Asistencia: 15,000 espectadores Árbitro(s): Itzhak Ben Itzhak | Asistencia: 15,000 espectadores Árbitro(s): Itzhak Ben Itzhak |

| 1-9-1993 | Shelbourne                          | 3–1 (Global 3-2) | Karpaty Lviv | Tolka Park, Dublín                                        |                                                           |
|          | Costello 9' · Mooney 67' · Izzi 76' | Reporte          | Riznyk 86'   | Asistencia: 4,500 espectadores Árbitro(s): Philippe Leduc | Asistencia: 4,500 espectadores Árbitro(s): Philippe Leduc |

| 1-9-1993 | MyPa | 0–1 (Global 1-4) | Valur        | Lahden kisapuisto, Lahti                                  |                                                           |
|          |      | Reporte          | Lárusson 68' | Asistencia: 1,039 espectadores Árbitro(s): Taras Bezubyak | Asistencia: 1,039 espectadores Árbitro(s): Taras Bezubyak |

| 1-9-1993 | Odense BK | 0–0 (Global 1-0) | Publikum Celje | Odense Stadion, Odense                                    |                                                           |
|          |           | Reporte          |                | Asistencia: 2,525 espectadores Árbitro(s): Léon Schelings | Asistencia: 2,525 espectadores Árbitro(s): Léon Schelings |

| 2-9-1993 | Degerfors                                       | 3–0 (Global 6-1) | Sliema Wanderers | Stora Valla, Degerfors                                   |                                                          |
|          | Ottosson 2' · Fröberg 14' · Ericsson 64' (pen.) | Reporte          |                  | Asistencia: 4,029 espectadores Árbitro(s): Karel Bohuněk | Asistencia: 4,029 espectadores Árbitro(s): Karel Bohuněk |

## Rondas siguientes
|  | Primera ronda                                                               | Primera ronda                                                               | Primera ronda                                                               | Primera ronda                                                               |   |                  | Octavos de final                                            | Octavos de final                                            | Octavos de final                                            | Octavos de final                                            |  |              | Cuartos de final                                                | Cuartos de final                                                | Cuartos de final                                                | Cuartos de final                                                |  |         | Semifinales                                                 | Semifinales                                                 | Semifinales                                                 | Semifinales                                                 |  |         | Final                                        | Final                                        |  |
|  | 14 al 17 de septiembre de 1993 (ida) 28 y 29 de septiembre de 1993 (vuelta) | 14 al 17 de septiembre de 1993 (ida) 28 y 29 de septiembre de 1993 (vuelta) | 14 al 17 de septiembre de 1993 (ida) 28 y 29 de septiembre de 1993 (vuelta) | 14 al 17 de septiembre de 1993 (ida) 28 y 29 de septiembre de 1993 (vuelta) |   |                  | 20 de octubre de 1993 (ida) 3 de noviembre de 1993 (vuelta) | 20 de octubre de 1993 (ida) 3 de noviembre de 1993 (vuelta) | 20 de octubre de 1993 (ida) 3 de noviembre de 1993 (vuelta) | 20 de octubre de 1993 (ida) 3 de noviembre de 1993 (vuelta) |  |              | 1 al 3 de marzo de 1994 (ida) 15 y 16 de marzo de 1994 (vuelta) | 1 al 3 de marzo de 1994 (ida) 15 y 16 de marzo de 1994 (vuelta) | 1 al 3 de marzo de 1994 (ida) 15 y 16 de marzo de 1994 (vuelta) | 1 al 3 de marzo de 1994 (ida) 15 y 16 de marzo de 1994 (vuelta) |  |         | 29 de marzo de 1994 (ida) 12 y 13 de abril de 1994 (vuelta) | 29 de marzo de 1994 (ida) 12 y 13 de abril de 1994 (vuelta) | 29 de marzo de 1994 (ida) 12 y 13 de abril de 1994 (vuelta) | 29 de marzo de 1994 (ida) 12 y 13 de abril de 1994 (vuelta) |  |         | 4 de mayo de 1994 Parken Stadion, Copenhague | 4 de mayo de 1994 Parken Stadion, Copenhague |  |
|  |                                                                             |                                                                             |                                                                             |                                                                             |   |                  |                                                             |                                                             |                                                             |                                                             |  |              |                                                                 |                                                                 |                                                                 |                                                                 |  |         |                                                             |                                                             |                                                             |                                                             |  |         |                                              |                                              |  |
|  |                                                                             |                                                                             |                                                                             |                                                                             |   |                  |                                                             |                                                             |                                                             |                                                             |  |              |                                                                 |                                                                 |                                                                 |                                                                 |  |         |                                                             |                                                             |                                                             |                                                             |  |         |                                              |                                              |  |
|  | Wacker Innsbruck                                                            | 3                                                                           | 2                                                                           | 5                                                                           |   |                  |                                                             |                                                             |                                                             |                                                             |  |              |                                                                 |                                                                 |                                                                 |                                                                 |  |         |                                                             |                                                             |                                                             |                                                             |  |         |                                              |                                              |  |
|  | Wacker Innsbruck                                                            | 3                                                                           | 2                                                                           | 5                                                                           |   |                  |                                                             |                                                             |                                                             |                                                             |  |              |                                                                 |                                                                 |                                                                 |                                                                 |  |         |                                                             |                                                             |                                                             |                                                             |  |         |                                              |                                              |  |
|  | Ferencváros                                                                 | 0                                                                           | 1                                                                           | 1                                                                           |   |                  |                                                             |                                                             |                                                             |                                                             |  |              |                                                                 |                                                                 |                                                                 |                                                                 |  |         |                                                             |                                                             |                                                             |                                                             |  |         |                                              |                                              |  |
|  | Ferencváros                                                                 | 0                                                                           | 1                                                                           | 1                                                                           |   | Wacker Innsbruck | 1                                                           | 0                                                           | 1                                                           |                                                             |  |              |                                                                 |                                                                 |                                                                 |                                                                 |  |         |                                                             |                                                             |                                                             |                                                             |  |         |                                              |                                              |  |
|  |                                                                             |                                                                             |                                                                             |                                                                             |   | Wacker Innsbruck | 1                                                           | 0                                                           | 1                                                           |                                                             |  |              |                                                                 |                                                                 |                                                                 |                                                                 |  |         |                                                             |                                                             |                                                             |                                                             |  |         |                                              |                                              |  |
|  |                                                                             |                                                                             | Real Madrid                                                                 | 1                                                                           | 3 | 4                |                                                             |                                                             |                                                             |                                                             |  |              |                                                                 |                                                                 |                                                                 |                                                                 |  |         |                                                             |                                                             |                                                             |                                                             |  |         |                                              |                                              |  |
|  | Real Madrid                                                                 | 3                                                                           | Real Madrid                                                                 | 1                                                                           | 3 | 4                | 3                                                           | 6                                                           |                                                             |                                                             |  |              |                                                                 |                                                                 |                                                                 |                                                                 |  |         |                                                             |                                                             |                                                             |                                                             |  |         |                                              |                                              |  |
|  | Real Madrid                                                                 | 3                                                                           |                                                                             |                                                                             |   |                  |                                                             |                                                             |                                                             |                                                             |  |              |                                                                 |                                                                 |                                                                 |                                                                 |  |         |                                                             |                                                             |                                                             |                                                             |  |         |                                              |                                              |  |
|  | Lugano                                                                      | 0                                                                           | 1                                                                           | 1                                                                           |   |                  |                                                             |                                                             |                                                             |                                                             |  |              |                                                                 |                                                                 |                                                                 |                                                                 |  |         |                                                             |                                                             |                                                             |                                                             |  |         |                                              |                                              |  |
|  | Lugano                                                                      | 0                                                                           | 1                                                                           | 1                                                                           |   |                  |                                                             |                                                             |                                                             |                                                             |  | Real Madrid  | 0                                                               | 1                                                               | 1                                                               |                                                                 |  |         |                                                             |                                                             |                                                             |                                                             |  |         |                                              |                                              |  |
|  |                                                                             |                                                                             |                                                                             |                                                                             |   |                  |                                                             |                                                             |                                                             |                                                             |  | Real Madrid  | 0                                                               | 1                                                               | 1                                                               |                                                                 |  |         |                                                             |                                                             |                                                             |                                                             |  |         |                                              |                                              |  |
|  |                                                                             |                                                                             | PSG                                                                         | 1                                                                           | 1 | 2                |                                                             |                                                             |                                                             |                                                             |  |              |                                                                 |                                                                 |                                                                 |                                                                 |  |         |                                                             |                                                             |                                                             |                                                             |  |         |                                              |                                              |  |
|  | APOEL Nicosia                                                               | 0                                                                           | PSG                                                                         | 1                                                                           | 1 | 2                | 0                                                           | 0                                                           |                                                             |                                                             |  |              |                                                                 |                                                                 |                                                                 |                                                                 |  |         |                                                             |                                                             |                                                             |                                                             |  |         |                                              |                                              |  |
|  | APOEL Nicosia                                                               | 0                                                                           |                                                                             |                                                                             |   |                  |                                                             |                                                             |                                                             |                                                             |  |              |                                                                 |                                                                 |                                                                 |                                                                 |  |         |                                                             |                                                             |                                                             |                                                             |  |         |                                              |                                              |  |
|  | PSG                                                                         | 1                                                                           | 2                                                                           | 3                                                                           |   |                  |                                                             |                                                             |                                                             |                                                             |  |              |                                                                 |                                                                 |                                                                 |                                                                 |  |         |                                                             |                                                             |                                                             |                                                             |  |         |                                              |                                              |  |
|  | PSG                                                                         | 1                                                                           | 2                                                                           | 3                                                                           |   | PSG              | 4                                                           | 2                                                           | 6                                                           |                                                             |  |              |                                                                 |                                                                 |                                                                 |                                                                 |  |         |                                                             |                                                             |                                                             |                                                             |  |         |                                              |                                              |  |
|  |                                                                             |                                                                             |                                                                             |                                                                             |   | PSG              | 4                                                           | 2                                                           | 6                                                           |                                                             |  |              |                                                                 |                                                                 |                                                                 |                                                                 |  |         |                                                             |                                                             |                                                             |                                                             |  |         |                                              |                                              |  |
|  |                                                                             |                                                                             | Universitatea Craiova                                                       | 0                                                                           | 0 | 0                |                                                             |                                                             |                                                             |                                                             |  |              |                                                                 |                                                                 |                                                                 |                                                                 |  |         |                                                             |                                                             |                                                             |                                                             |  |         |                                              |                                              |  |
|  | Universitatea Craiova                                                       | 4                                                                           | Universitatea Craiova                                                       | 0                                                                           | 0 | 0                | 3                                                           | 7                                                           |                                                             |                                                             |  |              |                                                                 |                                                                 |                                                                 |                                                                 |  |         |                                                             |                                                             |                                                             |                                                             |  |         |                                              |                                              |  |
|  | Universitatea Craiova                                                       | 4                                                                           |                                                                             |                                                                             |   |                  |                                                             |                                                             |                                                             |                                                             |  |              |                                                                 |                                                                 |                                                                 |                                                                 |  |         |                                                             |                                                             |                                                             |                                                             |  |         |                                              |                                              |  |
|  | HB                                                                          | 0                                                                           | 0                                                                           | 0                                                                           |   |                  |                                                             |                                                             |                                                             |                                                             |  |              |                                                                 |                                                                 |                                                                 |                                                                 |  |         |                                                             |                                                             |                                                             |                                                             |  |         |                                              |                                              |  |
|  | HB                                                                          | 0                                                                           | 0                                                                           | 0                                                                           |   |                  |                                                             |                                                             |                                                             |                                                             |  |              |                                                                 |                                                                 |                                                                 |                                                                 |  | PSG     | 1                                                           | 0                                                           | 1                                                           |                                                             |  |         |                                              |                                              |  |
|  |                                                                             |                                                                             |                                                                             |                                                                             |   |                  |                                                             |                                                             |                                                             |                                                             |  |              |                                                                 |                                                                 |                                                                 |                                                                 |  | PSG     | 1                                                           | 0                                                           | 1                                                           |                                                             |  |         |                                              |                                              |  |
|  |                                                                             |                                                                             | Arsenal                                                                     | 1                                                                           | 1 | 2                |                                                             |                                                             |                                                             |                                                             |  |              |                                                                 |                                                                 |                                                                 |                                                                 |  |         |                                                             |                                                             |                                                             |                                                             |  |         |                                              |                                              |  |
|  | Lillestrøm                                                                  | 0                                                                           | Arsenal                                                                     | 1                                                                           | 1 | 2                | 2                                                           | 2                                                           |                                                             |                                                             |  |              |                                                                 |                                                                 |                                                                 |                                                                 |  |         |                                                             |                                                             |                                                             |                                                             |  |         |                                              |                                              |  |
|  | Lillestrøm                                                                  | 0                                                                           |                                                                             |                                                                             |   |                  |                                                             |                                                             |                                                             |                                                             |  |              |                                                                 |                                                                 |                                                                 |                                                                 |  |         |                                                             |                                                             |                                                             |                                                             |  |         |                                              |                                              |  |
|  | Torino                                                                      | 2                                                                           | 1                                                                           | 3                                                                           |   |                  |                                                             |                                                             |                                                             |                                                             |  |              |                                                                 |                                                                 |                                                                 |                                                                 |  |         |                                                             |                                                             |                                                             |                                                             |  |         |                                              |                                              |  |
|  | Torino                                                                      | 2                                                                           | 1                                                                           | 3                                                                           |   | Torino           | 3                                                           | 2                                                           | 5                                                           |                                                             |  |              |                                                                 |                                                                 |                                                                 |                                                                 |  |         |                                                             |                                                             |                                                             |                                                             |  |         |                                              |                                              |  |
|  |                                                                             |                                                                             |                                                                             |                                                                             |   | Torino           | 3                                                           | 2                                                           | 5                                                           |                                                             |  |              |                                                                 |                                                                 |                                                                 |                                                                 |  |         |                                                             |                                                             |                                                             |                                                             |  |         |                                              |                                              |  |
|  |                                                                             |                                                                             | Aberdeen                                                                    | 2                                                                           | 1 | 3                |                                                             |                                                             |                                                             |                                                             |  |              |                                                                 |                                                                 |                                                                 |                                                                 |  |         |                                                             |                                                             |                                                             |                                                             |  |         |                                              |                                              |  |
|  | Valur                                                                       | 0                                                                           | Aberdeen                                                                    | 2                                                                           | 1 | 3                | 0                                                           | 0                                                           |                                                             |                                                             |  |              |                                                                 |                                                                 |                                                                 |                                                                 |  |         |                                                             |                                                             |                                                             |                                                             |  |         |                                              |                                              |  |
|  | Valur                                                                       | 0                                                                           |                                                                             |                                                                             |   |                  |                                                             |                                                             |                                                             |                                                             |  |              |                                                                 |                                                                 |                                                                 |                                                                 |  |         |                                                             |                                                             |                                                             |                                                             |  |         |                                              |                                              |  |
|  | Aberdeen                                                                    | 3                                                                           | 4                                                                           | 7                                                                           |   |                  |                                                             |                                                             |                                                             |                                                             |  |              |                                                                 |                                                                 |                                                                 |                                                                 |  |         |                                                             |                                                             |                                                             |                                                             |  |         |                                              |                                              |  |
|  | Aberdeen                                                                    | 3                                                                           | 4                                                                           | 7                                                                           |   |                  |                                                             |                                                             |                                                             |                                                             |  | Torino       | 0                                                               | 0                                                               | 0                                                               |                                                                 |  |         |                                                             |                                                             |                                                             |                                                             |  |         |                                              |                                              |  |
|  |                                                                             |                                                                             |                                                                             |                                                                             |   |                  |                                                             |                                                             |                                                             |                                                             |  | Torino       | 0                                                               | 0                                                               | 0                                                               |                                                                 |  |         |                                                             |                                                             |                                                             |                                                             |  |         |                                              |                                              |  |
|  |                                                                             |                                                                             | Arsenal                                                                     | 0                                                                           | 1 | 1                |                                                             |                                                             |                                                             |                                                             |  |              |                                                                 |                                                                 |                                                                 |                                                                 |  |         |                                                             |                                                             |                                                             |                                                             |  |         |                                              |                                              |  |
|  | Odense                                                                      | 1                                                                           | Arsenal                                                                     | 0                                                                           | 1 | 1                | 1                                                           | 2                                                           |                                                             |                                                             |  |              |                                                                 |                                                                 |                                                                 |                                                                 |  |         |                                                             |                                                             |                                                             |                                                             |  |         |                                              |                                              |  |
|  | Odense                                                                      | 1                                                                           |                                                                             |                                                                             |   |                  |                                                             |                                                             |                                                             |                                                             |  |              |                                                                 |                                                                 |                                                                 |                                                                 |  |         |                                                             |                                                             |                                                             |                                                             |  |         |                                              |                                              |  |
|  | Arsenal                                                                     | 1                                                                           | 2                                                                           | 3                                                                           |   |                  |                                                             |                                                             |                                                             |                                                             |  |              |                                                                 |                                                                 |                                                                 |                                                                 |  |         |                                                             |                                                             |                                                             |                                                             |  |         |                                              |                                              |  |
|  | Arsenal                                                                     | 1                                                                           | 2                                                                           | 3                                                                           |   | Arsenal          | 3                                                           | 7                                                           | 10                                                          |                                                             |  |              |                                                                 |                                                                 |                                                                 |                                                                 |  |         |                                                             |                                                             |                                                             |                                                             |  |         |                                              |                                              |  |
|  |                                                                             |                                                                             |                                                                             |                                                                             |   | Arsenal          | 3                                                           | 7                                                           | 10                                                          |                                                             |  |              |                                                                 |                                                                 |                                                                 |                                                                 |  |         |                                                             |                                                             |                                                             |                                                             |  |         |                                              |                                              |  |
|  |                                                                             |                                                                             | Standard de Lieja                                                           | 0                                                                           | 0 | 0                |                                                             |                                                             |                                                             |                                                             |  |              |                                                                 |                                                                 |                                                                 |                                                                 |  |         |                                                             |                                                             |                                                             |                                                             |  |         |                                              |                                              |  |
|  | Standard de Lieja                                                           | 5                                                                           | Standard de Lieja                                                           | 0                                                                           | 0 | 0                | 3                                                           | 8                                                           |                                                             |                                                             |  |              |                                                                 |                                                                 |                                                                 |                                                                 |  |         |                                                             |                                                             |                                                             |                                                             |  |         |                                              |                                              |  |
|  | Standard de Lieja                                                           | 5                                                                           |                                                                             |                                                                             |   |                  |                                                             |                                                             |                                                             |                                                             |  |              |                                                                 |                                                                 |                                                                 |                                                                 |  |         |                                                             |                                                             |                                                             |                                                             |  |         |                                              |                                              |  |
|  | Cardiff City                                                                | 2                                                                           | 1                                                                           | 3                                                                           |   |                  |                                                             |                                                             |                                                             |                                                             |  |              |                                                                 |                                                                 |                                                                 |                                                                 |  |         |                                                             |                                                             |                                                             |                                                             |  |         |                                              |                                              |  |
|  | Cardiff City                                                                | 2                                                                           | 1                                                                           | 3                                                                           |   |                  |                                                             |                                                             |                                                             |                                                             |  |              |                                                                 |                                                                 |                                                                 |                                                                 |  |         |                                                             |                                                             |                                                             |                                                             |  | Arsenal | 1                                            |                                              |  |
|  |                                                                             |                                                                             |                                                                             |                                                                             |   |                  |                                                             |                                                             |                                                             |                                                             |  |              |                                                                 |                                                                 |                                                                 |                                                                 |  |         |                                                             |                                                             |                                                             |                                                             |  | Arsenal | 1                                            |                                              |  |
|  |                                                                             |                                                                             | Parma                                                                       | 0                                                                           |   |                  |                                                             |                                                             |                                                             |                                                             |  |              |                                                                 |                                                                 |                                                                 |                                                                 |  |         |                                                             |                                                             |                                                             |                                                             |  |         |                                              |                                              |  |
|  | Benfica                                                                     | 1                                                                           | Parma                                                                       | 0                                                                           | 1 | 2                |                                                             |                                                             |                                                             |                                                             |  |              |                                                                 |                                                                 |                                                                 |                                                                 |  |         |                                                             |                                                             |                                                             |                                                             |  |         |                                              |                                              |  |
|  | Benfica                                                                     | 1                                                                           |                                                                             |                                                                             |   |                  |                                                             |                                                             |                                                             |                                                             |  |              |                                                                 |                                                                 |                                                                 |                                                                 |  |         |                                                             |                                                             |                                                             |                                                             |  |         |                                              |                                              |  |
|  | GKS Katowice                                                                | 0                                                                           | 1                                                                           | 1                                                                           |   |                  |                                                             |                                                             |                                                             |                                                             |  |              |                                                                 |                                                                 |                                                                 |                                                                 |  |         |                                                             |                                                             |                                                             |                                                             |  |         |                                              |                                              |  |
|  | GKS Katowice                                                                | 0                                                                           | 1                                                                           | 1                                                                           |   | Benfica          | 3                                                           | 3                                                           | 6                                                           |                                                             |  |              |                                                                 |                                                                 |                                                                 |                                                                 |  |         |                                                             |                                                             |                                                             |                                                             |  |         |                                              |                                              |  |
|  |                                                                             |                                                                             |                                                                             |                                                                             |   | Benfica          | 3                                                           | 3                                                           | 6                                                           |                                                             |  |              |                                                                 |                                                                 |                                                                 |                                                                 |  |         |                                                             |                                                             |                                                             |                                                             |  |         |                                              |                                              |  |
|  |                                                                             |                                                                             | CSKA Sofía                                                                  | 1                                                                           | 1 | 2                |                                                             |                                                             |                                                             |                                                             |  |              |                                                                 |                                                                 |                                                                 |                                                                 |  |         |                                                             |                                                             |                                                             |                                                             |  |         |                                              |                                              |  |
|  | CSKA Sofía                                                                  | 8                                                                           | CSKA Sofía                                                                  | 1                                                                           | 1 | 2                | 3                                                           | 11                                                          |                                                             |                                                             |  |              |                                                                 |                                                                 |                                                                 |                                                                 |  |         |                                                             |                                                             |                                                             |                                                             |  |         |                                              |                                              |  |
|  | CSKA Sofía                                                                  | 8                                                                           |                                                                             |                                                                             |   |                  |                                                             |                                                             |                                                             |                                                             |  |              |                                                                 |                                                                 |                                                                 |                                                                 |  |         |                                                             |                                                             |                                                             |                                                             |  |         |                                              |                                              |  |
|  | Balzers                                                                     | 0                                                                           | 1                                                                           | 1                                                                           |   |                  |                                                             |                                                             |                                                             |                                                             |  |              |                                                                 |                                                                 |                                                                 |                                                                 |  |         |                                                             |                                                             |                                                             |                                                             |  |         |                                              |                                              |  |
|  | Balzers                                                                     | 0                                                                           | 1                                                                           | 1                                                                           |   |                  |                                                             |                                                             |                                                             |                                                             |  | Benfica (v.) | 1                                                               | 4                                                               | 5                                                               |                                                                 |  |         |                                                             |                                                             |                                                             |                                                             |  |         |                                              |                                              |  |
|  |                                                                             |                                                                             |                                                                             |                                                                             |   |                  |                                                             |                                                             |                                                             |                                                             |  | Benfica (v.) | 1                                                               | 4                                                               | 5                                                               |                                                                 |  |         |                                                             |                                                             |                                                             |                                                             |  |         |                                              |                                              |  |
|  |                                                                             |                                                                             | Bayer Leverkusen                                                            | 1                                                                           | 4 | 5                |                                                             |                                                             |                                                             |                                                             |  |              |                                                                 |                                                                 |                                                                 |                                                                 |  |         |                                                             |                                                             |                                                             |                                                             |  |         |                                              |                                              |  |
|  | Panathinaikos                                                               | 3                                                                           | Bayer Leverkusen                                                            | 1                                                                           | 4 | 5                | 2                                                           | 5                                                           |                                                             |                                                             |  |              |                                                                 |                                                                 |                                                                 |                                                                 |  |         |                                                             |                                                             |                                                             |                                                             |  |         |                                              |                                              |  |
|  | Panathinaikos                                                               | 3                                                                           |                                                                             |                                                                             |   |                  |                                                             |                                                             |                                                             |                                                             |  |              |                                                                 |                                                                 |                                                                 |                                                                 |  |         |                                                             |                                                             |                                                             |                                                             |  |         |                                              |                                              |  |
|  | Shelbourne                                                                  | 0                                                                           | 1                                                                           | 1                                                                           |   |                  |                                                             |                                                             |                                                             |                                                             |  |              |                                                                 |                                                                 |                                                                 |                                                                 |  |         |                                                             |                                                             |                                                             |                                                             |  |         |                                              |                                              |  |
|  | Shelbourne                                                                  | 0                                                                           | 1                                                                           | 1                                                                           |   | Panathinaikos    | 1                                                           | 2                                                           | 3                                                           |                                                             |  |              |                                                                 |                                                                 |                                                                 |                                                                 |  |         |                                                             |                                                             |                                                             |                                                             |  |         |                                              |                                              |  |
|  |                                                                             |                                                                             |                                                                             |                                                                             |   | Panathinaikos    | 1                                                           | 2                                                           | 3                                                           |                                                             |  |              |                                                                 |                                                                 |                                                                 |                                                                 |  |         |                                                             |                                                             |                                                             |                                                             |  |         |                                              |                                              |  |
|  |                                                                             |                                                                             | Bayer Leverkusen                                                            | 4                                                                           | 1 | 5                |                                                             |                                                             |                                                             |                                                             |  |              |                                                                 |                                                                 |                                                                 |                                                                 |  |         |                                                             |                                                             |                                                             |                                                             |  |         |                                              |                                              |  |
|  | Bayer Leverkusen                                                            | 2                                                                           | Bayer Leverkusen                                                            | 4                                                                           | 1 | 5                | 3                                                           | 5                                                           |                                                             |                                                             |  |              |                                                                 |                                                                 |                                                                 |                                                                 |  |         |                                                             |                                                             |                                                             |                                                             |  |         |                                              |                                              |  |
|  | Bayer Leverkusen                                                            | 2                                                                           |                                                                             |                                                                             |   |                  |                                                             |                                                             |                                                             |                                                             |  |              |                                                                 |                                                                 |                                                                 |                                                                 |  |         |                                                             |                                                             |                                                             |                                                             |  |         |                                              |                                              |  |
|  | Zbrojovka Brno                                                              | 0                                                                           | 0                                                                           | 0                                                                           |   |                  |                                                             |                                                             |                                                             |                                                             |  |              |                                                                 |                                                                 |                                                                 |                                                                 |  |         |                                                             |                                                             |                                                             |                                                             |  |         |                                              |                                              |  |
|  | Zbrojovka Brno                                                              | 0                                                                           | 0                                                                           | 0                                                                           |   |                  |                                                             |                                                             |                                                             |                                                             |  |              |                                                                 |                                                                 |                                                                 |                                                                 |  | Benfica | 2                                                           | 0                                                           | 2                                                           |                                                             |  |         |                                              |                                              |  |
|  |                                                                             |                                                                             |                                                                             |                                                                             |   |                  |                                                             |                                                             |                                                             |                                                             |  |              |                                                                 |                                                                 |                                                                 |                                                                 |  | Benfica | 2                                                           | 0                                                           | 2                                                           |                                                             |  |         |                                              |                                              |  |
|  |                                                                             |                                                                             | Parma (v.)                                                                  | 1                                                                           | 1 | 2                |                                                             |                                                             |                                                             |                                                             |  |              |                                                                 |                                                                 |                                                                 |                                                                 |  |         |                                                             |                                                             |                                                             |                                                             |  |         |                                              |                                              |  |
|  | Hajduk Split                                                                | 1                                                                           | Parma (v.)                                                                  | 1                                                                           | 1 | 2                | 0                                                           | 1                                                           |                                                             |                                                             |  |              |                                                                 |                                                                 |                                                                 |                                                                 |  |         |                                                             |                                                             |                                                             |                                                             |  |         |                                              |                                              |  |
|  | Hajduk Split                                                                | 1                                                                           |                                                                             |                                                                             |   |                  |                                                             |                                                             |                                                             |                                                             |  |              |                                                                 |                                                                 |                                                                 |                                                                 |  |         |                                                             |                                                             |                                                             |                                                             |  |         |                                              |                                              |  |
|  | Ajax                                                                        | 0                                                                           | 5                                                                           | 5                                                                           |   |                  |                                                             |                                                             |                                                             |                                                             |  |              |                                                                 |                                                                 |                                                                 |                                                                 |  |         |                                                             |                                                             |                                                             |                                                             |  |         |                                              |                                              |  |
|  | Ajax                                                                        | 0                                                                           | 5                                                                           | 5                                                                           |   | Ajax             | 2                                                           | 4                                                           | 6                                                           |                                                             |  |              |                                                                 |                                                                 |                                                                 |                                                                 |  |         |                                                             |                                                             |                                                             |                                                             |  |         |                                              |                                              |  |
|  |                                                                             |                                                                             |                                                                             |                                                                             |   | Ajax             | 2                                                           | 4                                                           | 6                                                           |                                                             |  |              |                                                                 |                                                                 |                                                                 |                                                                 |  |         |                                                             |                                                             |                                                             |                                                             |  |         |                                              |                                              |  |
|  |                                                                             |                                                                             | Beşiktaş                                                                    | 1                                                                           | 0 | 1                |                                                             |                                                             |                                                             |                                                             |  |              |                                                                 |                                                                 |                                                                 |                                                                 |  |         |                                                             |                                                             |                                                             |                                                             |  |         |                                              |                                              |  |
|  | Košice                                                                      | 2                                                                           | Beşiktaş                                                                    | 1                                                                           | 0 | 1                | 0                                                           | 2                                                           |                                                             |                                                             |  |              |                                                                 |                                                                 |                                                                 |                                                                 |  |         |                                                             |                                                             |                                                             |                                                             |  |         |                                              |                                              |  |
|  | Košice                                                                      | 2                                                                           |                                                                             |                                                                             |   |                  |                                                             |                                                             |                                                             |                                                             |  |              |                                                                 |                                                                 |                                                                 |                                                                 |  |         |                                                             |                                                             |                                                             |                                                             |  |         |                                              |                                              |  |
|  | Beşiktaş                                                                    | 1                                                                           | 2                                                                           | 3                                                                           |   |                  |                                                             |                                                             |                                                             |                                                             |  |              |                                                                 |                                                                 |                                                                 |                                                                 |  |         |                                                             |                                                             |                                                             |                                                             |  |         |                                              |                                              |  |
|  | Beşiktaş                                                                    | 1                                                                           | 2                                                                           | 3                                                                           |   |                  |                                                             |                                                             |                                                             |                                                             |  | Ajax         | 0                                                               | 0                                                               | 0                                                               |                                                                 |  |         |                                                             |                                                             |                                                             |                                                             |  |         |                                              |                                              |  |
|  |                                                                             |                                                                             |                                                                             |                                                                             |   |                  |                                                             |                                                             |                                                             |                                                             |  | Ajax         | 0                                                               | 0                                                               | 0                                                               |                                                                 |  |         |                                                             |                                                             |                                                             |                                                             |  |         |                                              |                                              |  |
|  |                                                                             |                                                                             | Parma                                                                       | 0                                                                           | 2 | 2                |                                                             |                                                             |                                                             |                                                             |  |              |                                                                 |                                                                 |                                                                 |                                                                 |  |         |                                                             |                                                             |                                                             |                                                             |  |         |                                              |                                              |  |
|  | Torpedo Moscú                                                               | 1                                                                           | Parma                                                                       | 0                                                                           | 2 | 2                | 1                                                           | 2                                                           |                                                             |                                                             |  |              |                                                                 |                                                                 |                                                                 |                                                                 |  |         |                                                             |                                                             |                                                             |                                                             |  |         |                                              |                                              |  |
|  | Torpedo Moscú                                                               | 1                                                                           |                                                                             |                                                                             |   |                  |                                                             |                                                             |                                                             |                                                             |  |              |                                                                 |                                                                 |                                                                 |                                                                 |  |         |                                                             |                                                             |                                                             |                                                             |  |         |                                              |                                              |  |
|  | Maccabi Haifa                                                               | 0                                                                           | 3                                                                           | 3                                                                           |   |                  |                                                             |                                                             |                                                             |                                                             |  |              |                                                                 |                                                                 |                                                                 |                                                                 |  |         |                                                             |                                                             |                                                             |                                                             |  |         |                                              |                                              |  |
|  | Maccabi Haifa                                                               | 0                                                                           | 3                                                                           | 3                                                                           |   | Maccabi Haifa    | 0                                                           | 1                                                           | 1 (1)                                                       |                                                             |  |              |                                                                 |                                                                 |                                                                 |                                                                 |  |         |                                                             |                                                             |                                                             |                                                             |  |         |                                              |                                              |  |
|  |                                                                             |                                                                             |                                                                             |                                                                             |   | Maccabi Haifa    | 0                                                           | 1                                                           | 1 (1)                                                       |                                                             |  |              |                                                                 |                                                                 |                                                                 |                                                                 |  |         |                                                             |                                                             |                                                             |                                                             |  |         |                                              |                                              |  |
|  |                                                                             |                                                                             | Parma (p.)                                                                  | 1                                                                           | 0 | 1 (3)            |                                                             |                                                             |                                                             |                                                             |  |              |                                                                 |                                                                 |                                                                 |                                                                 |  |         |                                                             |                                                             |                                                             |                                                             |  |         |                                              |                                              |  |
|  | Degerfors                                                                   | 1                                                                           | Parma (p.)                                                                  | 1                                                                           | 0 | 1 (3)            | 0                                                           | 1                                                           |                                                             |                                                             |  |              |                                                                 |                                                                 |                                                                 |                                                                 |  |         |                                                             |                                                             |                                                             |                                                             |  |         |                                              |                                              |  |
|  | Degerfors                                                                   | 1                                                                           |                                                                             |                                                                             |   |                  |                                                             |                                                             |                                                             |                                                             |  |              |                                                                 |                                                                 |                                                                 |                                                                 |  |         |                                                             |                                                             |                                                             |                                                             |  |         |                                              |                                              |  |
|  | Parma                                                                       | 2                                                                           | 2                                                                           | 4                                                                           |   |                  |                                                             |                                                             |                                                             |                                                             |  |              |                                                                 |                                                                 |                                                                 |                                                                 |  |         |                                                             |                                                             |                                                             |                                                             |  |         |                                              |                                              |  |
|  | Parma                                                                       | 2                                                                           | 2                                                                           | 4                                                                           |   |                  |                                                             |                                                             |                                                             |                                                             |  |              |                                                                 |                                                                 |                                                                 |                                                                 |  |         |                                                             |                                                             |                                                             |                                                             |  |         |                                              |                                              |  |
|  |                                                                             |                                                                             |                                                                             |                                                                             |   |                  |                                                             |                                                             |                                                             |                                                             |  |              |                                                                 |                                                                 |                                                                 |                                                                 |  |         |                                                             |                                                             |                                                             |                                                             |  |         |                                              |                                              |  |

### Primera ronda
Ida
| 14-9-1993 | Bayer Leverkusen     | 2–0     | Boby Brno | Ulrich-Haberland-Stadion, Leverkusen                            |                                                                 |
|           | Hapal 30' · Thom 66' | Reporte |           | Asistencia: 6,100 espectadores Árbitro(s): Juan Ansuátegui Roca | Asistencia: 6,100 espectadores Árbitro(s): Juan Ansuátegui Roca |

| 14-9-1993 | Degerfors  | 1–2     | Parma             | Stora Valla, Degerfors                                     |                                                            |
|           | Berger 72' | Reporte | Asprilla 87', 88' | Asistencia: 10,482 espectadores Árbitro(s): Ryszard Wójcik | Asistencia: 10,482 espectadores Árbitro(s): Ryszard Wójcik |

| 14-9-1993 | APOEL | 0–1     | PSG        | Makario Stadium, Nicosia                                 |                                                          |
|           |       | Reporte | Sassus 78' | Asistencia: 9,675 espectadores Árbitro(s): Marnix Sandra | Asistencia: 9,675 espectadores Árbitro(s): Marnix Sandra |

| 14-9-1993 | Valur | 0–3     | Aberdeen                   | Laugardalsvöllur, Reykjavík                            |                                                        |
|           |       | Reporte | Shearer 8' · Jess 29', 56' | Asistencia: 656 espectadores Árbitro(s): Michel Piraux | Asistencia: 656 espectadores Árbitro(s): Michel Piraux |

| 15-9-1993 | Universitatea Craiova                             | 4–0     | HB | Stadionul Central, Craiova                               |                                                          |
|           | Craioveanu 47' (pen.) · Gane 58', 70' · Călin 81' | Reporte |    | Asistencia: 1,897 espectadores Árbitro(s): Serdar Çakman | Asistencia: 1,897 espectadores Árbitro(s): Serdar Çakman |

| 15-9-1993 | Košice                       | 2–1     | Beşiktaş  | Všešportový areál, Košice                                   |                                                             |
|           | Daňko 71' (pen.), 78' (pen.) | Reporte | Sergen 2' | Asistencia: 2,500 espectadores Árbitro(s): Veselin Bogdanov | Asistencia: 2,500 espectadores Árbitro(s): Veselin Bogdanov |

| 15-9-1993 | CSKA Sofia                                                              | 8–0     | Balzers | Vasil Levski National Stadium, Sofía                     |                                                          |
|           | Shishkov 12', 21', 54', 69' · Andonov 47', 50' · Nankov 68' (pen.), 88' | Reporte |         | Asistencia: 6,200 espectadores Árbitro(s): Charles Agius | Asistencia: 6,200 espectadores Árbitro(s): Charles Agius |

| 15-9-1993 | Torpedo Moscow | 1–0     | Maccabi Haifa | Eduard Streltsov Stadium, Moscú                      |                                                      |
|           | Borisov 88'    | Reporte |               | Asistencia: 3,150 espectadores Árbitro(s): Kaj Natri | Asistencia: 3,150 espectadores Árbitro(s): Kaj Natri |

| 15-9-1993 | Lillestrøm | 0–2     | Torino                  | Ullevaal Stadion, Oslo                                          |                                                                 |
|           |            | Reporte | Silenzi 26' · Jarni 58' | Asistencia: 5,026 espectadores Árbitro(s): Vladimir Ovchinnikov | Asistencia: 5,026 espectadores Árbitro(s): Vladimir Ovchinnikov |

| 15-9-1993 | Odense BK        | 1–2     | Arsenal                 | Odense Stadion, Odense                                 |                                                        |
|           | Keown 18' (a.g.) | Reporte | Wright 35' · Merson 68' | Asistencia: 9,580 espectadores Árbitro(s): Ahmet Çakar | Asistencia: 9,580 espectadores Árbitro(s): Ahmet Çakar |

| 15-9-1993 | Benfica   | 1–0     | GKS Katowice | Estádio da Luz, Lisbon                                    |                                                           |
|           | Águas 86' | Reporte |              | Asistencia: 6,600 espectadores Árbitro(s): Karl Finzinger | Asistencia: 6,600 espectadores Árbitro(s): Karl Finzinger |

| 15-9-1993 | Panathinaikos                            | 3–0     | Shelbourne | O.A.K.A., Athens                                            |                                                             |
|           | Donis 13' · Saravakos 39' · Warzycha 48' | Reporte |            | Asistencia: 18,310 espectadores Árbitro(s): Bernd Heynemann | Asistencia: 18,310 espectadores Árbitro(s): Bernd Heynemann |

| 15-9-1993 | Tirol Innsbruck                              | 3–0     | Ferencváros | Tivoli, Innsbruck                                       |                                                         |
|           | Daněk 48' · Westerthaler 58' · Carracedo 65' | Reporte |             | Asistencia: 6,505 espectadores Árbitro(s): Joël Quiniou | Asistencia: 6,505 espectadores Árbitro(s): Joël Quiniou |

| 15-9-1993 | Standard Liège                                                  | 5–2     | Cardiff City  | Stade Maurice Dufrasne, Liège                                |                                                              |
|           | Bisconti 13' · Wilmots 63', 84' · André Cruz 71' · Asselman 76' | Reporte | Bird 39', 62' | Asistencia: 8,999 espectadores Árbitro(s): Eyjölfur Ólafsson | Asistencia: 8,999 espectadores Árbitro(s): Eyjölfur Ólafsson |

| 15-9-1993 | Real Madrid                                             | 3–0     | Lugano | Estadio Santiago Bernabéu, Madrid                    |                                                      |
|           | Dubovský 44' · Míchel 67' (pen.) · Fernandez 71' (o.g.) | Reporte |        | Asistencia: 37,600 espectadores Árbitro(s): Dick Jol | Asistencia: 37,600 espectadores Árbitro(s): Dick Jol |

| 17-9-1993 | Hajduk Split | 1–0     | Ajax | Bežigrad Stadium, Ljubljana                             |                                                         |
|           | Mornar 44'   | Reporte |      | Asistencia: 8,909 espectadores Árbitro(s): Fabio Baldas | Asistencia: 8,909 espectadores Árbitro(s): Fabio Baldas |

Vuelta
| 28-9-1993 | Maccabi Haifa                        | 3–1 (Global 3-2) | Torpedo Moscow | Kiryat Eliezer Stadium, Haifa                              |                                                            |
|           | Mizrahi 6' · Pets 73' · Holtzman 85' | Reporte          | Kalaychev 12'  | Asistencia: 9,500 espectadores Árbitro(s): Alfred Micallef | Asistencia: 9,500 espectadores Árbitro(s): Alfred Micallef |

| 28-9-1993 | Cardiff City | 1–3 (Global 3-8) | Standard Liège                          | Ninian Park, Cardiff                                       |                                                            |
|           | James 59'    | Reporte          | Wilmots 13' · Lashaf 34' · Bisconti 50' | Asistencia: 6,096 espectadores Árbitro(s): Graziano Cesari | Asistencia: 6,096 espectadores Árbitro(s): Graziano Cesari |

| 28-9-1993 | Parma                   | 2–0 (Global 4-1) | Degerfors | Stadio Ennio Tardini, Parma                             |                                                         |
|           | Balleri 3' · Brolin 68' | Reporte          |           | Asistencia: 14,977 espectadores Árbitro(s): Oğuz Sarvan | Asistencia: 14,977 espectadores Árbitro(s): Oğuz Sarvan |

| 28-9-1993 | PSG                         | 2–0 (Global 3-0) | APOEL | Parc des Princes, París                                     |                                                             |
|           | Le Guen 1' · Gravelaine 31' | Reporte          |       | Asistencia: 13,097 espectadores Árbitro(s): Hartmut Strampe | Asistencia: 13,097 espectadores Árbitro(s): Hartmut Strampe |

| 29-9-1993 | HB | 0–3 (Global 0-7) | Universitatea Craiova    | Svangaskarð, Toftir                                   |                                                       |
|           |    | Reporte          | Gane 27', 32' · Vasc 70' | Asistencia: 275 espectadores Árbitro(s): Tore Hollung | Asistencia: 275 espectadores Árbitro(s): Tore Hollung |

| 29-9-1993 | Boby Brno | 0–3 (Global 0-5) | Bayer Leverkusen                      | Stadion Za Lužánkami, Brno                                |                                                           |
|           |           | Reporte          | Kirsten 16' · Fischer 59' · Wörns 76' | Asistencia: 10,105 espectadores Árbitro(s): Stephen Lodge | Asistencia: 10,105 espectadores Árbitro(s): Stephen Lodge |

| 29-9-1993 | Aberdeen                                | 4–0 (Global 7-0) | Valur | Pittodrie Stadium, Aberdeen                              |                                                          |
|           | Miller 51' · Jess 60', 69' · Irvine 65' | Reporte          |       | Asistencia: 9,912 espectadores Árbitro(s): Rune Pedersen | Asistencia: 9,912 espectadores Árbitro(s): Rune Pedersen |

| 29-9-1993 | Arsenal      | 1–1 (Global 3-2) | Odense BK   | Highbury, London                                              |                                                               |
|           | Campbell 52' | Reporte          | Nielsen 86' | Asistencia: 25,689 espectadores Árbitro(s): Hans-Jürgen Weber | Asistencia: 25,689 espectadores Árbitro(s): Hans-Jürgen Weber |

| 29-9-1993 | GKS Katowice | 1–1 (Global 1-2) | Benfica     | Stadion GKS Katowice, Chorzów                               |                                                             |
|           | Kucz 45'     | Reporte          | Paneira 70' | Asistencia: 4,320 espectadores Árbitro(s): Aron Schmidhuber | Asistencia: 4,320 espectadores Árbitro(s): Aron Schmidhuber |

| 29-9-1993 | Shelbourne | 1–2 (Global 1-5) | Panathinaikos                  | Tolka Park, Dublín                                         |                                                            |
|           | Mooney 86' | Reporte          | Georgiadis 26' · Saravakos 57' | Asistencia: 1,500 espectadores Árbitro(s): Marek Kowalczyk | Asistencia: 1,500 espectadores Árbitro(s): Marek Kowalczyk |

| 29-9-1993 | Balzers    | 1–3 (Global 1-11) | CSKA Sofia                          | Sportplatz Rheinau, Balzers                                    |                                                                |
|           | Kuster 63' | Reporte           | Andonov 32' · Tanev 53' · Ćirić 90' | Asistencia: 1,200 espectadores Árbitro(s): Georgios Michanikos | Asistencia: 1,200 espectadores Árbitro(s): Georgios Michanikos |

| 29-9-1993 | Ajax                                                                              | 6–0 (Global 6-1) | Hajduk Split | Olympic Stadium, Ámsterdam                                |                                                           |
|           | R. de Boer 11' · Davids 37', 76' · Litmanen 56' · F. de Boer 61' · Pettersson 73' | Reporte          |              | Asistencia: 33,000 espectadores Árbitro(s): Patrick Kelly | Asistencia: 33,000 espectadores Árbitro(s): Patrick Kelly |

| 29-9-1993 | Beşiktaş       | 2–0 (Global 3-2) | Košice | BJK İnönü Stadium, Estambul                                |                                                            |
|           | Tekin 45', 72' | Reporte          |        | Asistencia: 27,258 espectadores Árbitro(s): Lajos Hartmann | Asistencia: 27,258 espectadores Árbitro(s): Lajos Hartmann |

| 29-9-1993 | Ferencváros | 1–2 (Global 1-5) | Tirol Innsbruck       | Üllői úti Stadion, Budapest                                  |                                                              |
|           | Détári 48'  | Reporte          | Westerthaler 19', 90' | Asistencia: 14,972 espectadores Árbitro(s): Sergei Khusainov | Asistencia: 14,972 espectadores Árbitro(s): Sergei Khusainov |

| 29-9-1993 | Lugano     | 1–3 (Global 1-6) | Real Madrid                    | Letzigrund, Zürich                                      |                                                         |
|           | Subiat 61' | Reporte          | Hierro 41' · Zamorano 77', 88' | Asistencia: 4,500 espectadores Árbitro(s): Gerald Ashby | Asistencia: 4,500 espectadores Árbitro(s): Gerald Ashby |

| 29-9-1993 | Torino      | 1–2 (Global 3-2) | Lillestrøm                         | Stadio Delle Alpi, Turin                                |                                                         |
|           | Silenzi 45' | Reporte          | Sinigaglia 48' (a.g.) · Mjelde 58' | Asistencia: 6,323 espectadores Árbitro(s): Leif Sundell | Asistencia: 6,323 espectadores Árbitro(s): Leif Sundell |

### Octavos de final
Ida
| 20-10-1993 | Benfica                          | 3–1     | CSKA Sofia  | Estádio da Luz, Lisbon                                    |                                                           |
|            | Rui Costa 27', 37' · Schwarz 90' | Reporte | Andonov 60' | Asistencia: 40,000 espectadores Árbitro(s): Patrick Kelly | Asistencia: 40,000 espectadores Árbitro(s): Patrick Kelly |

| 20-10-1993 | Maccabi Haifa | 0–1     | Parma      | Kiryat Eliezer Stadium, Haifa                                  |                                                                |
|            |               | Reporte | Brolin 90' | Asistencia: 3,973 espectadores Árbitro(s): Gheorghe Constantin | Asistencia: 3,973 espectadores Árbitro(s): Gheorghe Constantin |

| 20-10-1993 | PSG                                                           | 4–0     | Universitatea Craiova | Parc des Princes, París                                    |                                                            |
|            | Guérin 12' · Ginola 17' (pen.) · Călin 60' (o.g.) · Valdo 72' | Reporte |                       | Asistencia: 11,364 espectadores Árbitro(s): Leslie Mottram | Asistencia: 11,364 espectadores Árbitro(s): Leslie Mottram |

| 20-10-1993 | Tirol Innsbruck     | 1–1     | Real Madrid | Tivoli, Innsbruck                                          |                                                            |
|            | Streiter 69' (pen.) | Reporte | Alfonso 14' | Asistencia: 10,200 espectadores Árbitro(s): Ryszard Wójcik | Asistencia: 10,200 espectadores Árbitro(s): Ryszard Wójcik |

| 20-10-1993 | Ajax                          | 2–1     | Beşiktaş   | Olympic Stadium, Ámsterdam                              |                                                         |
|            | Rijkaard 60' · R. de Boer 81' | Reporte | Mehmet 40' | Asistencia: 42,000 espectadores Árbitro(s): Keith Burge | Asistencia: 42,000 espectadores Árbitro(s): Keith Burge |

| 20-10-1993 | Arsenal                      | 3–0     | Standard Liège | Highbury, London                                            |                                                             |
|            | Wright 39', 64' · Merson 51' | Reporte |                | Asistencia: 25,258 espectadores Árbitro(s): Friedrich Kaupe | Asistencia: 25,258 espectadores Árbitro(s): Friedrich Kaupe |

| 20-10-1993 | Torino                                    | 3–2     | Aberdeen                  | Stadio Delle Alpi, Turin                                  |                                                           |
|            | Sergio 45' · Fortunato 51' · Aguilera 89' | Reporte | Paatelainen 9' · Jess 24' | Asistencia: 19,410 espectadores Árbitro(s): Václav Krondl | Asistencia: 19,410 espectadores Árbitro(s): Václav Krondl |

| 20-10-1993 | Panathinaikos | 1–4     | Bayer Leverkusen                                      | O.A.K.A., Athens                                           |                                                            |
|            | Warzycha 44'  | Reporte | Paulo Sérgio 42' · Thom 52' · Kirsten 59' · Hapal 72' | Asistencia: 50,318 espectadores Árbitro(s): Gianni Beschin | Asistencia: 50,318 espectadores Árbitro(s): Gianni Beschin |

Vuelta
| 2-11-1993 | Beşiktaş | 0–4 (Global 1-6) | Ajax                                    | BJK İnönü Stadium, Estambul                                  |                                                              |
|           |          | Reporte          | Litmanen 19', 72', 75' · Pettersson 78' | Asistencia: 27,115 espectadores Árbitro(s): Manuel Díaz Vega | Asistencia: 27,115 espectadores Árbitro(s): Manuel Díaz Vega |

| 2-11-1993 | Bayer Leverkusen | 1–2 (Global 5-3) | Panathinaikos                        | Ulrich-Haberland-Stadion, Leverkusen                   |                                                        |
|           | Kirsten 83'      | Reporte          | Saravakos 6' (pen.) · Georgiadis 66' | Asistencia: 11,900 espectadores Árbitro(s): Vadim Zhuk | Asistencia: 11,900 espectadores Árbitro(s): Vadim Zhuk |

| 3-11-1993 | Universitatea Craiova | 0–2 (Global 0-6) | PSG             | Stadionul Central, Craiova                                   |                                                              |
|           |                       | Reporte          | Guérin 29', 48' | Asistencia: 7,848 espectadores Árbitro(s): John Blankenstein | Asistencia: 7,848 espectadores Árbitro(s): John Blankenstein |

| 3-11-1993 | CSKA Sofia  | 1–3 (Global 2-6) | Benfica                                    | Vasil Levski National Stadium, Sofía                      |                                                           |
|           | Andonov 56' | Reporte          | Rui Costa 31' · João Pinto 73' · Yuran 89' | Asistencia: 20,750 espectadores Árbitro(s): Rune Pedersen | Asistencia: 20,750 espectadores Árbitro(s): Rune Pedersen |

| 3-11-1993 | Parma                     | 0–1 (t. s.)(3–1 p.)(Global 1-1) | Maccabi Haifa                  | Stadio Ennio Tardini, Parma                            |                                                        |
|           |                           | Reporte                         | Mizrahi 51'                    | Asistencia: 9,312 espectadores Árbitro(s): Ahmet Çakar | Asistencia: 9,312 espectadores Árbitro(s): Ahmet Çakar |
|           |                           | Tiros desde el punto penal      |                                |                                                        |                                                        |
|           | Crippa · Minotti · Brolin |                                 | Mizrahi · Glam · Harazi · Atar |                                                        |                                                        |

| 3-11-1993 | Aberdeen       | 1–2 (Global 3-5) | Torino                      | Pittodrie Stadium, Aberdeen                             |                                                         |
|           | Richardson 12' | Report Reporte]  | Fortunato 40' · Silenzi 53' | Asistencia: 20,527 espectadores Árbitro(s): Markus Merk | Asistencia: 20,527 espectadores Árbitro(s): Markus Merk |

| 3-11-1993 | Standard Liège | 0–7 (Global 0-10) | Arsenal                                                                             | Stade Maurice Dufrasne, Liège                         |                                                       |
|           |                | Reporte           | Smith 2' · Selley 20' · Adams 37' · Campbell 41', 79' · Merson 71' · McGoldrick 81' | Asistencia: 13,276 espectadores Árbitro(s): Kaj Natri | Asistencia: 13,276 espectadores Árbitro(s): Kaj Natri |

| 3-11-1993 | Real Madrid                              | 3–0 (Global 4-1) | Tirol Innsbruck | Estadio Santiago Bernabéu, Madrid                             |                                                               |
|           | Míchel 6' · Butragueño 46' · Alfonso 65' | Reporte          |                 | Asistencia: 21,600 espectadores Árbitro(s): Vassilios Nikakis | Asistencia: 21,600 espectadores Árbitro(s): Vassilios Nikakis |

### Cuartos de final
Ida
| 1-3-1994 | Benfica    | 1–1     | Bayer Leverkusen | Estádio da Luz, Lisbon                                         |                                                                |
|          | Isaías 90' | Reporte | Happe 66'        | Asistencia: 51,000 espectadores Árbitro(s): Pierluigi Pairetto | Asistencia: 51,000 espectadores Árbitro(s): Pierluigi Pairetto |

| 2-3-1994 | Torino | 0–0     | Arsenal | Stadio Delle Alpi, Turin                                 |                                                          |
|          |        | Reporte |         | Asistencia: 32,480 espectadores Árbitro(s): Joël Quiniou | Asistencia: 32,480 espectadores Árbitro(s): Joël Quiniou |

| 3-3-1994 | Ajax | 0–0     | Parma | Olympic Stadium, Ámsterdam                             |                                                        |
|          |      | Reporte |       | Asistencia: 39,000 espectadores Árbitro(s): Philip Don | Asistencia: 39,000 espectadores Árbitro(s): Philip Don |

| 3-3-1994 | Real Madrid | 0–1     | PSG      | Estadio Santiago Bernabéu, Madrid                           |                                                             |
|          |             | Reporte | Weah 32' | Asistencia: 64,000 espectadores Árbitro(s): Bernd Heynemann | Asistencia: 64,000 espectadores Árbitro(s): Bernd Heynemann |

Vuelta
| 15-3-1994 | Arsenal   | 1–0 (Global 1-0) | Torino | Highbury, London                                              |                                                               |
|           | Adams 66' | Reporte          |        | Asistencia: 34,678 espectadores Árbitro(s): John Blankenstein | Asistencia: 34,678 espectadores Árbitro(s): John Blankenstein |

| 15-3-1994 | PSG               | 1–1 (Global 2-1) | Real Madrid    | Parc des Princes, París                                |                                                        |
|           | Ricardo Gomes 51' | Reporte          | Butragueño 20' | Asistencia: 45,000 espectadores Árbitro(s): Vadim Zhuk | Asistencia: 45,000 espectadores Árbitro(s): Vadim Zhuk |

| 15-3-1994                                            | Bayer Leverkusen                            | 4–4 (Global 5-5) | Benfica                                            | Ulrich-Haberland-Stadion, Leverkusen                      |                                                           |
|                                                      | Kirsten 24', 80' · Schuster 57' · Hapal 82' | Reporte          | Abel Xavier 59' · João Pinto 60' · Kulkov 78', 85' | Asistencia: 18,800 espectadores Árbitro(s): Jim McCluskey | Asistencia: 18,800 espectadores Árbitro(s): Jim McCluskey |
| Benfica clasifica por la regla del gol de visitante. |                                             |                  |                                                    |                                                           |                                                           |

| 16-3-1994 | Parma                    | 2–0 (Global 2-0) | Ajax | Stadio Ennio Tardini, Parma                                         |                                                                     |
|           | Minotti 16' · Brolin 49' | Reporte          |      | Asistencia: 24,212 espectadores Árbitro(s): Frans Van Den Wijngaert | Asistencia: 24,212 espectadores Árbitro(s): Frans Van Den Wijngaert |

### Semifinales
Ida
| 29-3-1994 | PSG        | 1–1     | Arsenal    | Parc des Princes, París                                  |                                                          |
|           | Ginola 50' | Reporte | Wright 35' | Asistencia: 44,000 espectadores Árbitro(s): Leif Sundell | Asistencia: 44,000 espectadores Árbitro(s): Leif Sundell |

| 29-3-1994 | Benfica                    | 2–1     | Parma    | Estádio da Luz, Lisbon                                      |                                                             |
|           | Isaías 11' · Rui Costa 60' | Reporte | Zola 13' | Asistencia: 80,000 espectadores Árbitro(s): Bernd Heynemann | Asistencia: 80,000 espectadores Árbitro(s): Bernd Heynemann |

Vuelta
| 12-4-1994 | Arsenal     | 1–0 (Global 2-1) | PSG | Highbury, London                                            |                                                             |
|           | Campbell 7' | Reporte          |     | Asistencia: 34,212 espectadores Árbitro(s): Peter Mikkelsen | Asistencia: 34,212 espectadores Árbitro(s): Peter Mikkelsen |

| 13-4-1994                                          | Parma       | 1–0 (Global 2-2) | Benfica | Stadio Ennio Tardini, Parma                                    |                                                                |
|                                                    | Sensini 74' | Reporte          |         | Asistencia: 21,488 espectadores Árbitro(s): Mario van der Ende | Asistencia: 21,488 espectadores Árbitro(s): Mario van der Ende |
| Parma clasifica por la regla del gol de visitante. |             |                  |         |                                                                |                                                                |

## Final
| 1  | POR | David Seaman     |     |
| 2  | DEF | Lee Dixon        |     |
| 3  | DEF | Nigel Winterburn |     |
| 5  | DEF | Steve Bould      |     |
| 6  | DEF | Tony Adams       |     |
| 4  | MED | Paul Davis       |     |
| 8  | MED | Stephen Morrow   |     |
| 11 | MED | Ian Selley       |     |
| 7  | DEL | Kevin Campbell   |     |
| 10 | DEL | Paul Merson      | 87' |
| 9  | DEL | Alan Smith       |     |
| DT | DT  | George Graham    |     |

| 1  | POR | Luca Bucci        |     |
| 2  | DEF | Antonio Benarrivo |     |
| 3  | DEF | Alberto Di Chiara |     |
| 4  | DEF | Lorenzo Minotti   |     |
| 5  | DEF | Luigi Apolloni    |     |
| 6  | DEF | Roberto Sensini   |     |
| 7  | MED | Tomas Brolin      |     |
| 8  | MED | Gabriele Pin      | 71' |
| 9  | MED | Massimo Crippa    |     |
| 10 | DEL | Gianfranco Zola   |     |
| 11 | DEL | Faustino Asprilla |     |
| DT | DT  | Nevio Scala       |     |

| 14 | DEL | Eddie McGoldrick | 87' |

| 16 | MED | Alessandro Melli | 71' |

|  | 22' | Alan Smith | 1-0 |

|  | 25' | Tony Adams     |
|  | 51' | Ian Selley     |
|  | 78' | Kevin Campbell |

|  | 44' | Massimo Crippa    |
|  | 45' | Faustino Asprilla |

| Árbitro | Vaclav Krondl |

| 1  | POR | David Seaman     |     |
| 2  | DEF | Lee Dixon        |     |
| 3  | DEF | Nigel Winterburn |     |
| 5  | DEF | Steve Bould      |     |
| 6  | DEF | Tony Adams       |     |
| 4  | MED | Paul Davis       |     |
| 8  | MED | Stephen Morrow   |     |
| 11 | MED | Ian Selley       |     |
| 7  | DEL | Kevin Campbell   |     |
| 10 | DEL | Paul Merson      | 87' |
| 9  | DEL | Alan Smith       |     |
| DT | DT  | George Graham    |     |

| 1  | POR | Luca Bucci        |     |
| 2  | DEF | Antonio Benarrivo |     |
| 3  | DEF | Alberto Di Chiara |     |
| 4  | DEF | Lorenzo Minotti   |     |
| 5  | DEF | Luigi Apolloni    |     |
| 6  | DEF | Roberto Sensini   |     |
| 7  | MED | Tomas Brolin      |     |
| 8  | MED | Gabriele Pin      | 71' |
| 9  | MED | Massimo Crippa    |     |
| 10 | DEL | Gianfranco Zola   |     |
| 11 | DEL | Faustino Asprilla |     |
| DT | DT  | Nevio Scala       |     |

| 14 | DEL | Eddie McGoldrick | 87' |

| 16 | MED | Alessandro Melli | 71' |

|  | 22' | Alan Smith | 1-0 |

|  | 25' | Tony Adams     |
|  | 51' | Ian Selley     |
|  | 78' | Kevin Campbell |

|  | 44' | Massimo Crippa    |
|  | 45' | Faustino Asprilla |

| Árbitro | Vaclav Krondl |

## Campeón
| England                   |
| Campeón Arsenal 1° título |

## Goleadores
La siguiente es la tabla de máximos goleadores de la Recopa de Europa 1993–94:
| #  | Jugador                | Club                  | Goles |
| -- | ---------------------- | --------------------- | ----- |
| 1  | Ivaylo Andonov         | CSKA Sofia            | 5     |
| 1  | Eion Jess              | Aberdeen              | 5     |
| 1  | Ulf Kirsten            | Bayer Leverkusen      | 5     |
| 1  | Alon Mizrahi           | Maccabi Haifa         | 5     |
| 5  | Tomas Brolin           | Parma                 | 4     |
| 5  | Kevin Campbell         | Arsenal               | 4     |
| 5  | Ionel Gane             | Universitatea Craiova | 4     |
| 5  | Jari Litmanen          | Ajax                  | 4     |
| 5  | Rui Costa              | Benfica               | 4     |
| 5  | Vanyo Shiskhov         | CSKA Sofia            | 4     |
| 5  | Ian Wright             | Arsenal               | 4     |
| 12 | Ondrej Daňko           | Košice                | 3     |
| 12 | Vincent Guérin         | PSG                   | 3     |
| 12 | Pavel Hapal            | Bayer Leverkusen      | 3     |
| 12 | Paul Merson            | Arsenal               | 3     |
| 12 | Ulf Ottosson           | Degerfors             | 3     |
| 12 | Dimitris Saravakos     | Panathinaikos         | 3     |
| 12 | Andrea Silenzi         | Torino                | 3     |
| 12 | Nestor Subiat          | Lugano                | 3     |
| 12 | Christoph Westerthaler | Tirol Innsbruck       | 3     |
| 12 | Marc Wilmots           | Standard Liège        | 3     |